# Fico (araldica)
In araldica il fico simboleggia longevità pacifica, vita laboriosa, pace e dolcezza. Spesso ne sono rappresentati solo le foglie o i frutti. L'albero era sacro a Mercurio e Pausania raccontò che Cerere lo aveva donato all'ateniese Fiutalo a compenso dell'ospitalità ricevuta. A Roma la tradizione voleva che Romolo e Remo fossero allattati dalla lupa sotto un fico; quando questo seccò, dopo 830 anni, venne visto rinverdire e da allora quel fico non veniva mai tagliato, ma si aspettava che morisse di vecchiaia, e quando era secco lo si sostituiva. Le foglie del fico erano simbolo dei termini della legge che nascondono e coprono il frutto, cioè lo spirito, ma anche del clima meridionale o del polo artico. Alle feste di Bacco erano portati in processione dei canestri di fichi e li si offrivano come espiazione per le città colpite dalla peste o da altre epidemie.

d'argento, al fico terrazzato al naturale (stemma di Verfeil, Francia)
fico fustato di nero (Grono, Svizzera)
fico fustato di nero (Trun, Svizzera)
d'azzurro, a tre foglie di fico d'oro (Fiac, Francia)